# Connarus villosus
Connarus villosus är en tvåhjärtbladig växtart som beskrevs av William Jack. Connarus villosus ingår i släktet Connarus och familjen Connaraceae. Inga underarter finns listade i Catalogue of Life.